# Fulgurodes monacharia
Fulgurodes monacharia är en fjärilsart som beskrevs av Achille Guenée 1858. Fulgurodes monacharia ingår i släktet Fulgurodes och familjen mätare. Inga underarter finns listade i Catalogue of Life.